# Lewis Run, Pennsylvania
Lewis Run là một thị trấn thuộc quận McKean, tiểu bang Pennsylvania, Hoa Kỳ. Năm 2010, dân số của thị trấn này là 617 người.